# Салисов извјештај
Салис или гроф Џон Френсис Чарлс де Салис, био је од 1910. до 1916. године амбасадор Британије у краљевини Црној Гори. Министар иностраних послова Британије Артур Балфор и амерички предсједник Вилсон су се договорили и у Црну Гору послали у заједничку мисију америчког потпуковника Шермана Мајсла и енглеског грофа Салиса. Саставши се у Котору, заједно су допутовали на Цетиње 3. маја 1919. године. Урадивши извјештај за један дан, Мајлс се враћа у Париз и подноси извјештај (комисији при Коференцији мира у Паризу. 
Салисов извјештај је привукао к себи доста конкроверзи, а разлози због којих није никада објављен се огледају у недостатку извора за Салисова сазнања и учесталим тврдњама да је користио Краљевину Италију као извор. 